# Esquadró
Un esquadró és una unitat militar de l'arma de cavalleria, equivalent quant a mida a la companyia de l'arma d'infanteria. Està formada per 4 seccions sota el comandament d'un capità. A les forces aèries modernes és una unitat tàctica amb capacitat administrativa i operativa, dotada d'un nombre d'avions variable segons els països.